# Aeglotis argentalis
Aeglotis argentalis är en fjärilsart som beskrevs av Hugo Theodor Christoph. Aeglotis argentalis ingår i släktet Aeglotis och familjen Crambidae. Inga underarter finns listade i Catalogue of Life.